# 小行星80451
小行星80451（80451 Alwoods）是一颗绕太阳运转的小行星，为主小行星带小行星。该小行星于2000年1月1日发现。
該小行星以美國業餘天文學家阿爾弗雷德·李·伍茲（Alfred Lee Woods）命名。

## 轨道参数
小行星80451的轨道半长轴为2.2918914 UA，离心率为0.089。